# Uropetala chiltoni
Uropetala chiltoni – gatunek ważki z rodziny Petaluridae.